# Letuyi (köpinghuvudort i Kina, Xinjiang Uygur Zizhiqu, lat 44,20, long 86,46)
Letuyi (kinesiska: 乐土驿, 乐土驿镇) är en köpinghuvudort i Kina. Den ligger i den autonoma regionen Xinjiang, i den nordvästra delen av landet, omkring 100 kilometer nordväst om regionhuvudstaden Ürümqi. Antalet invånare är 9 802. Befolkningen består av 4 712 kvinnor och 5 090 män. Barn under 15 år utgör 19,0 %, vuxna 15-64 år 71 %, och äldre över 65 år 8,0 %.
Runt Letuyi är det ganska glesbefolkat, med 27 invånare per kvadratkilometer. Närmaste större samhälle är Baojiadian, 13,2 km väster om Letuyi. Trakten runt Letuyi består till största delen av jordbruksmark.
Genomsnittlig årsnederbörd är 219 millimeter. Den regnigaste månaden är juli, med i genomsnitt 35 mm nederbörd, och den torraste är januari, med 7 mm nederbörd.